# Beejoliya Kalan
Beejoliya Kalan (ook wel Bijolia genoemd) is een census town in het district Bhilwara van de Indiase staat Rajasthan. 

## Demografie
Volgens de Indiase volkstelling van 2001 wonen er 12.384 mensen in Beejoliya Kalan, waarvan 52% mannelijk en 48% vrouwelijk is. De plaats heeft een alfabetiseringsgraad van 64%. 